# Lygodium forsteri
Lygodium forsteri là một loài dương xỉ trong họ Lygodiaceae. Loài này được Lowe mô tả khoa học đầu tiên năm 1861.
Danh pháp khoa học của loài này chưa được làm sáng tỏ. 